# 大孤山街道 (鞍山市)
大孤山街道，是中华人民共和国辽宁省鞍山市铁东区下辖的一个乡镇级行政单位。2019年12月，撤销千山风景区温泉街道，下辖的4个村、4个社区成建制划入大孤山街道。

## 行政区划
大孤山街道下辖以下地区：
白楼社区、东红楼社区、西红楼社区和十中社区。